# Kanał Mazurski

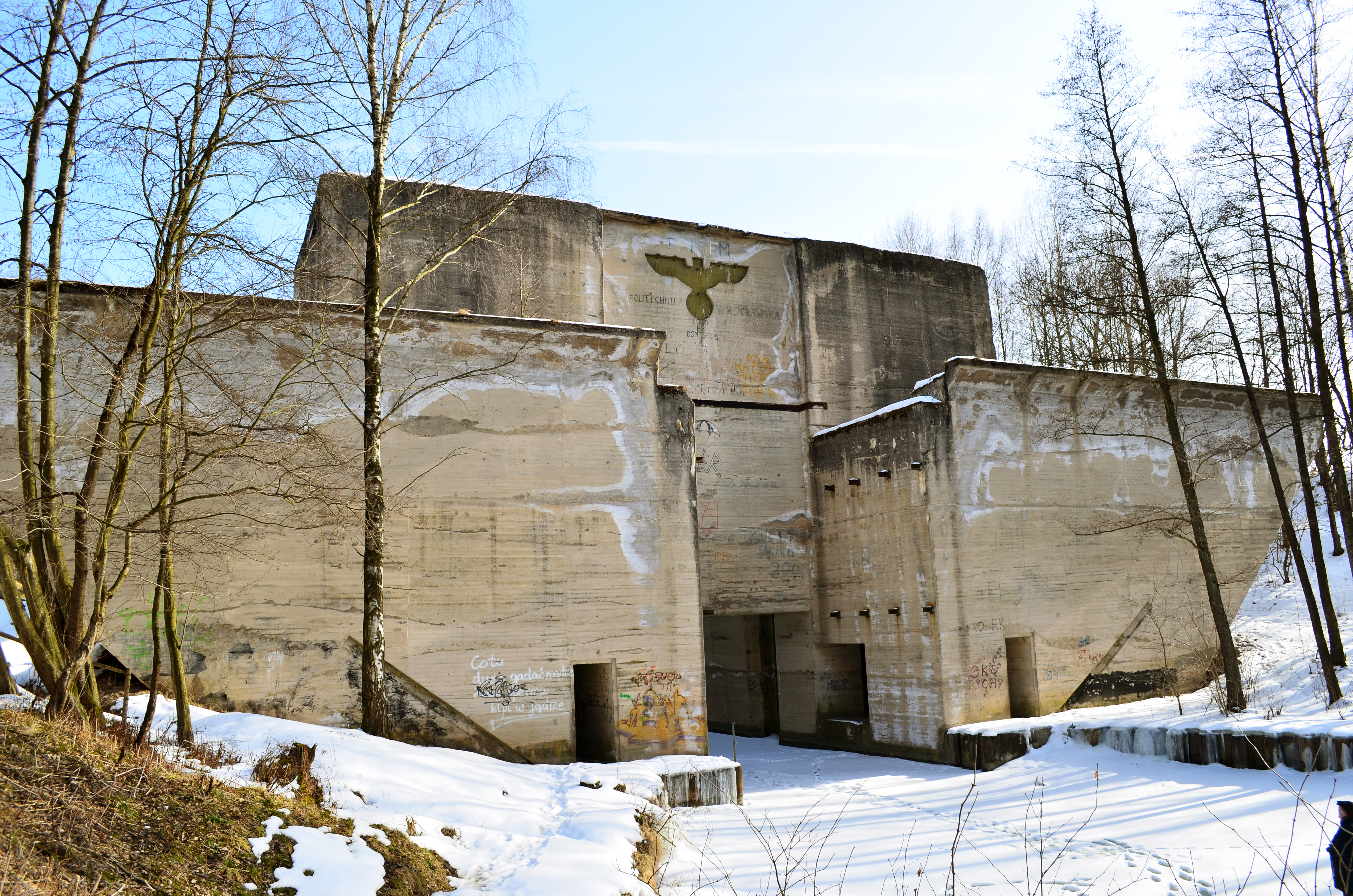
Śluza Leśniewo Górne, na szczycie widoczna wnęka po godle III Rzeszy

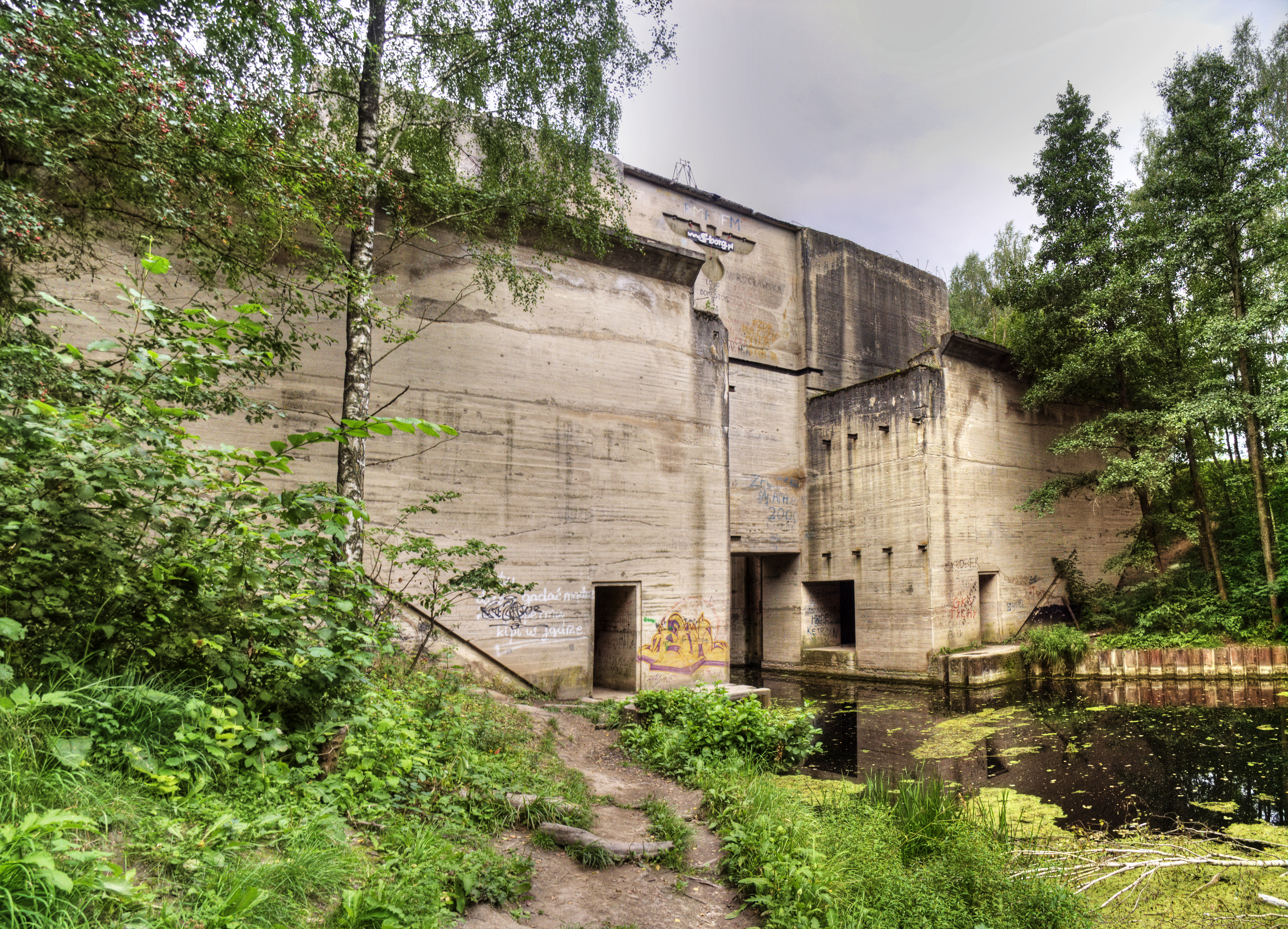
Śluza Leśniewo Górne

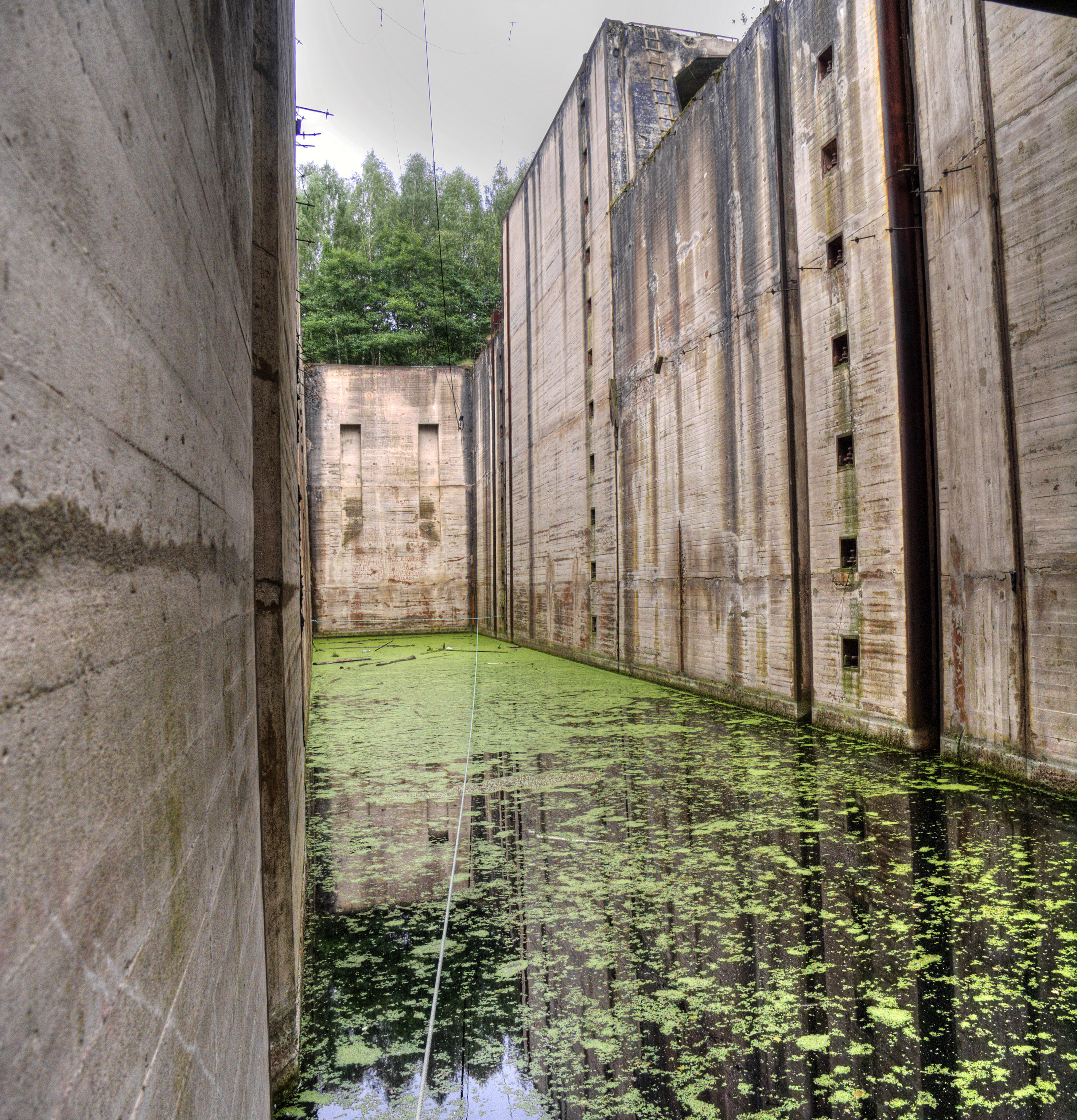
Komora śluzy Leśniewo Górne

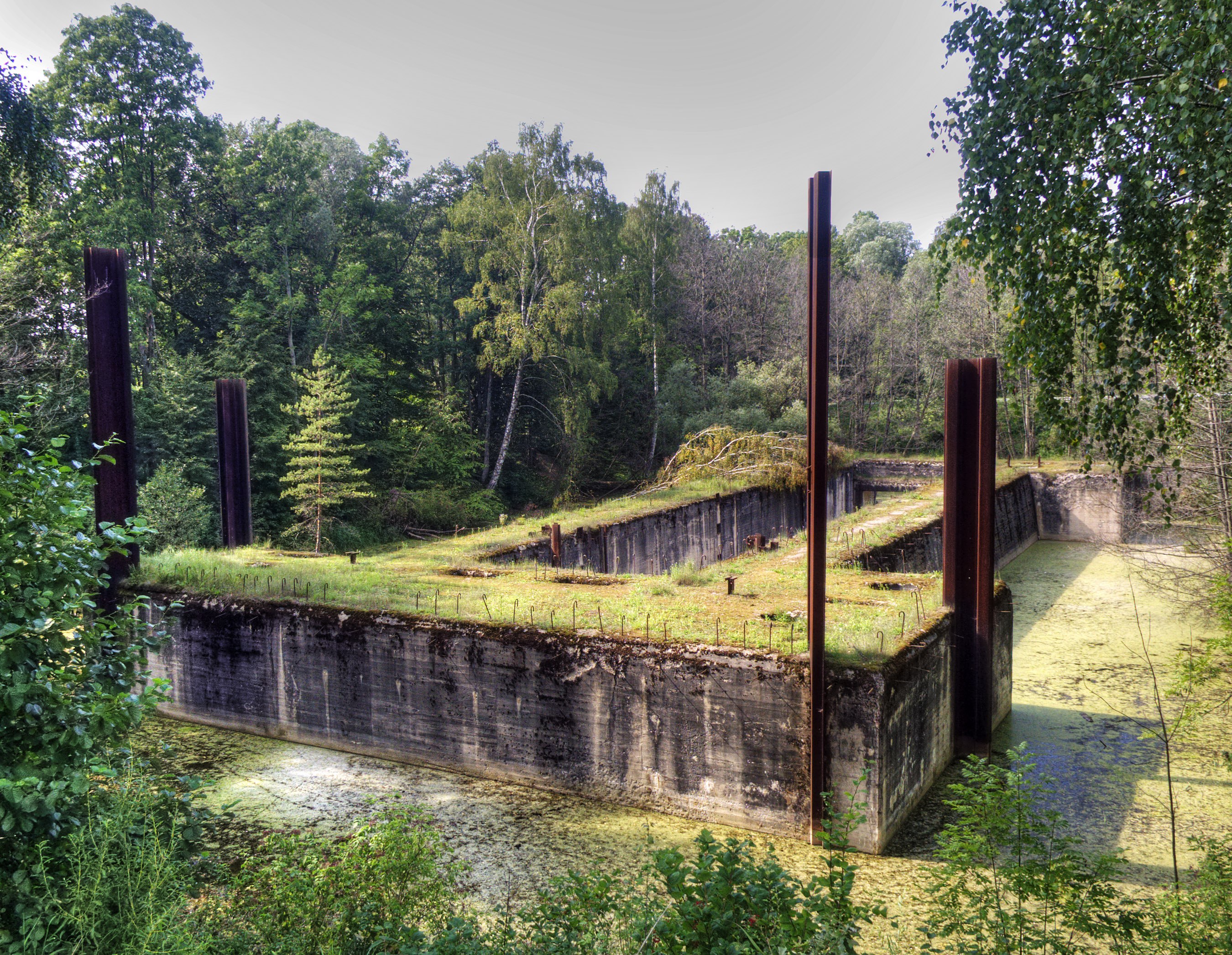
Śluza Leśniewo Dolne

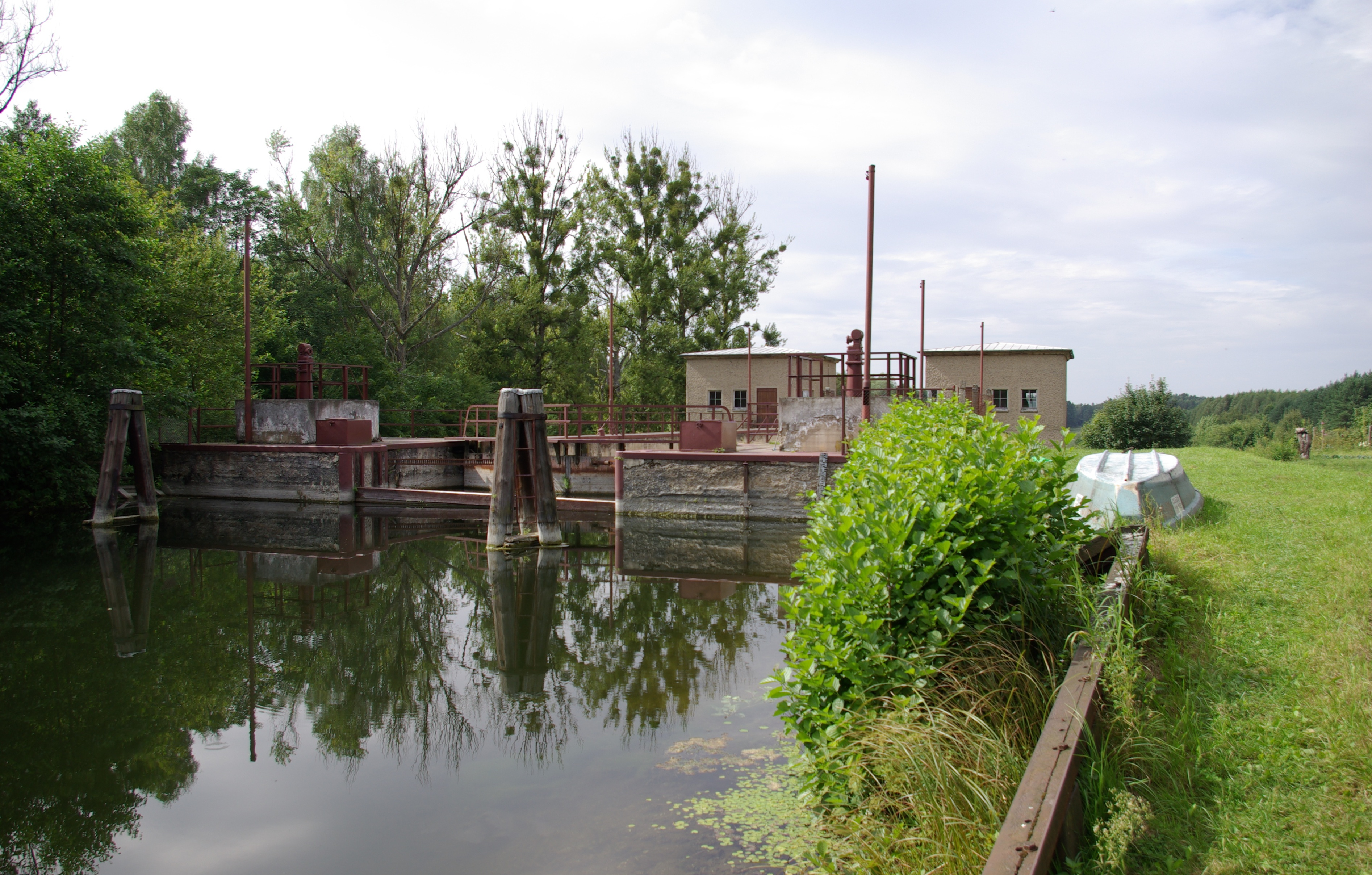
Śluza Piaski

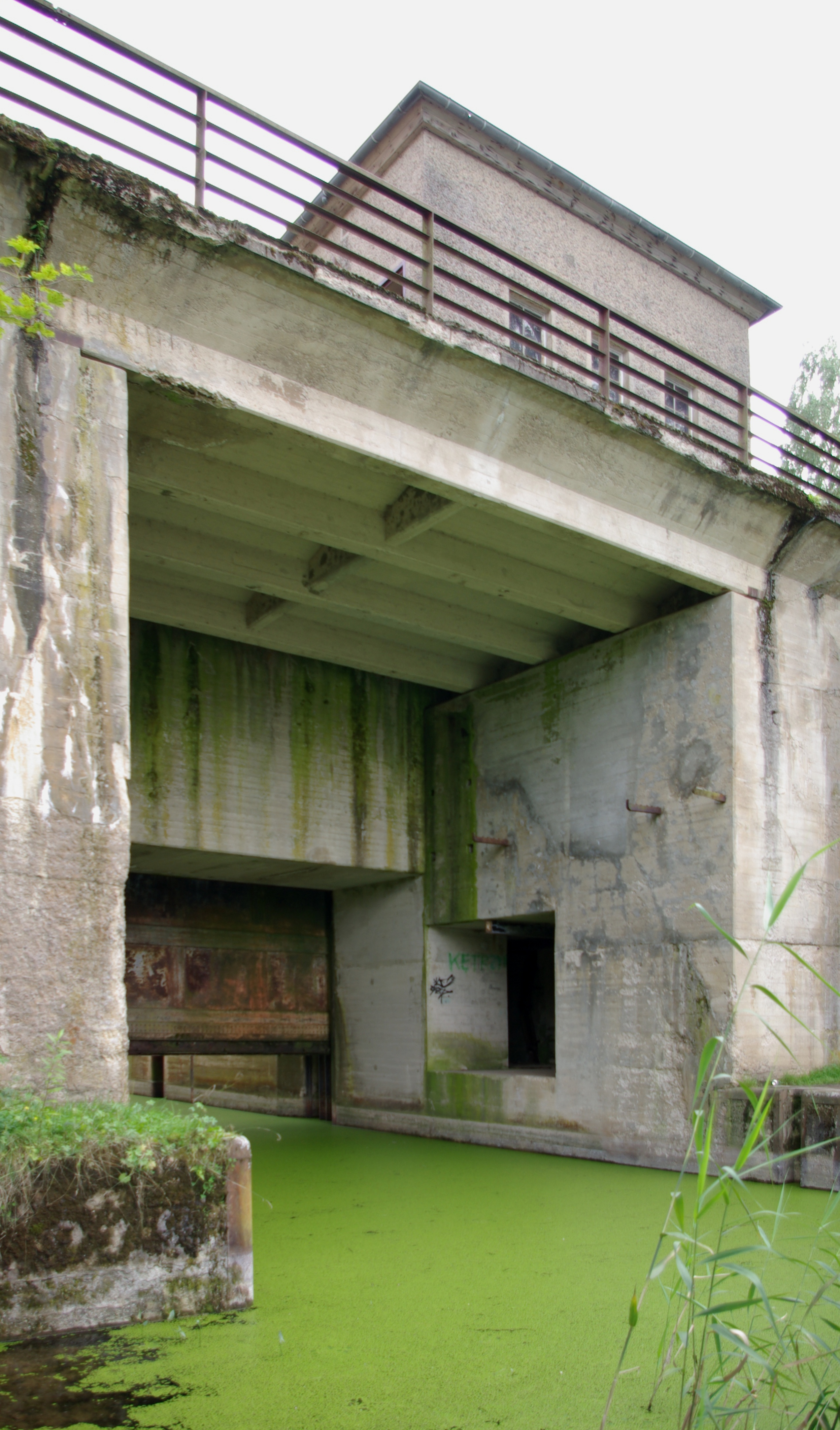
Wrota śluzy Piaski

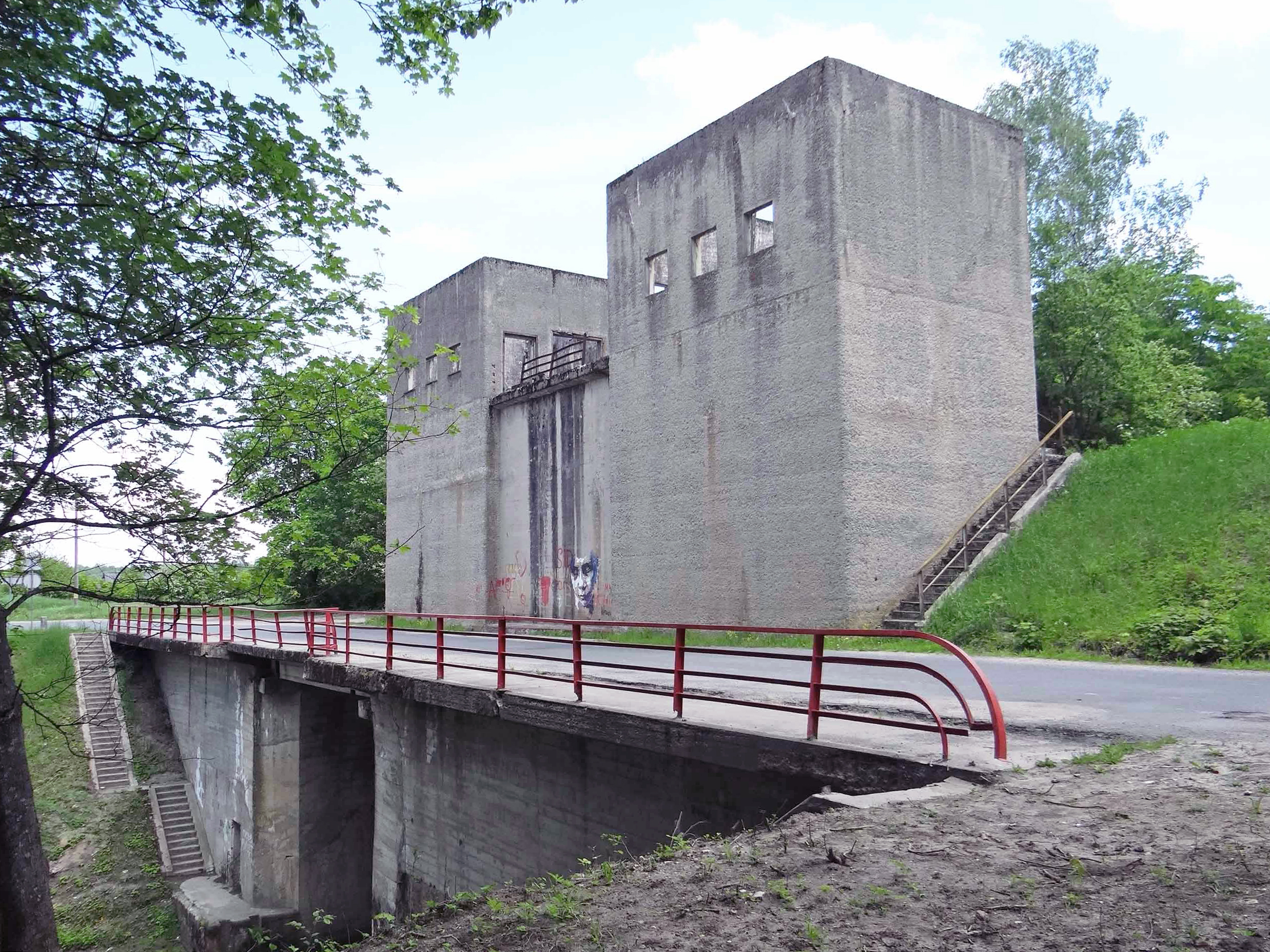
Śluza Ozierki

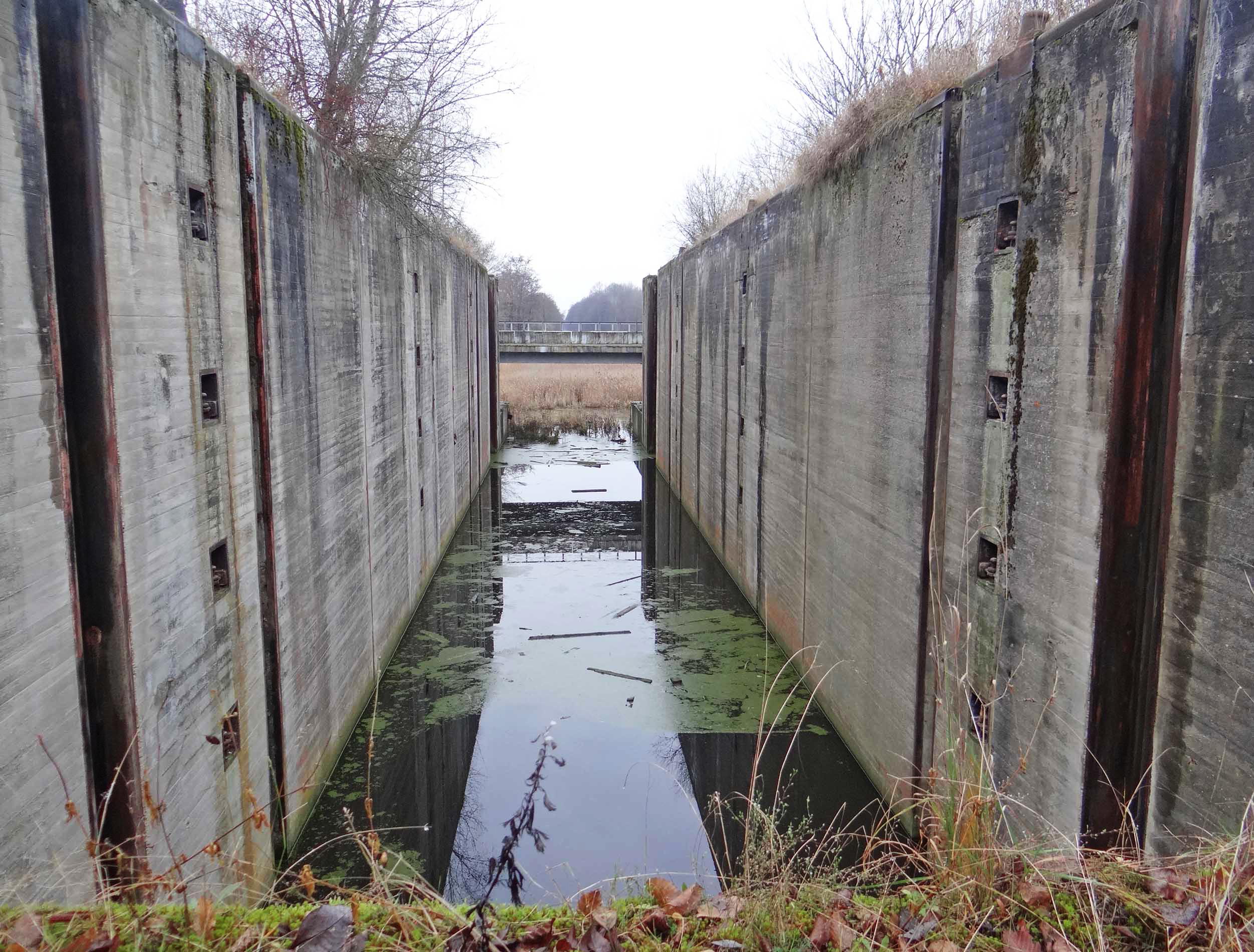
Śluza Marinowka

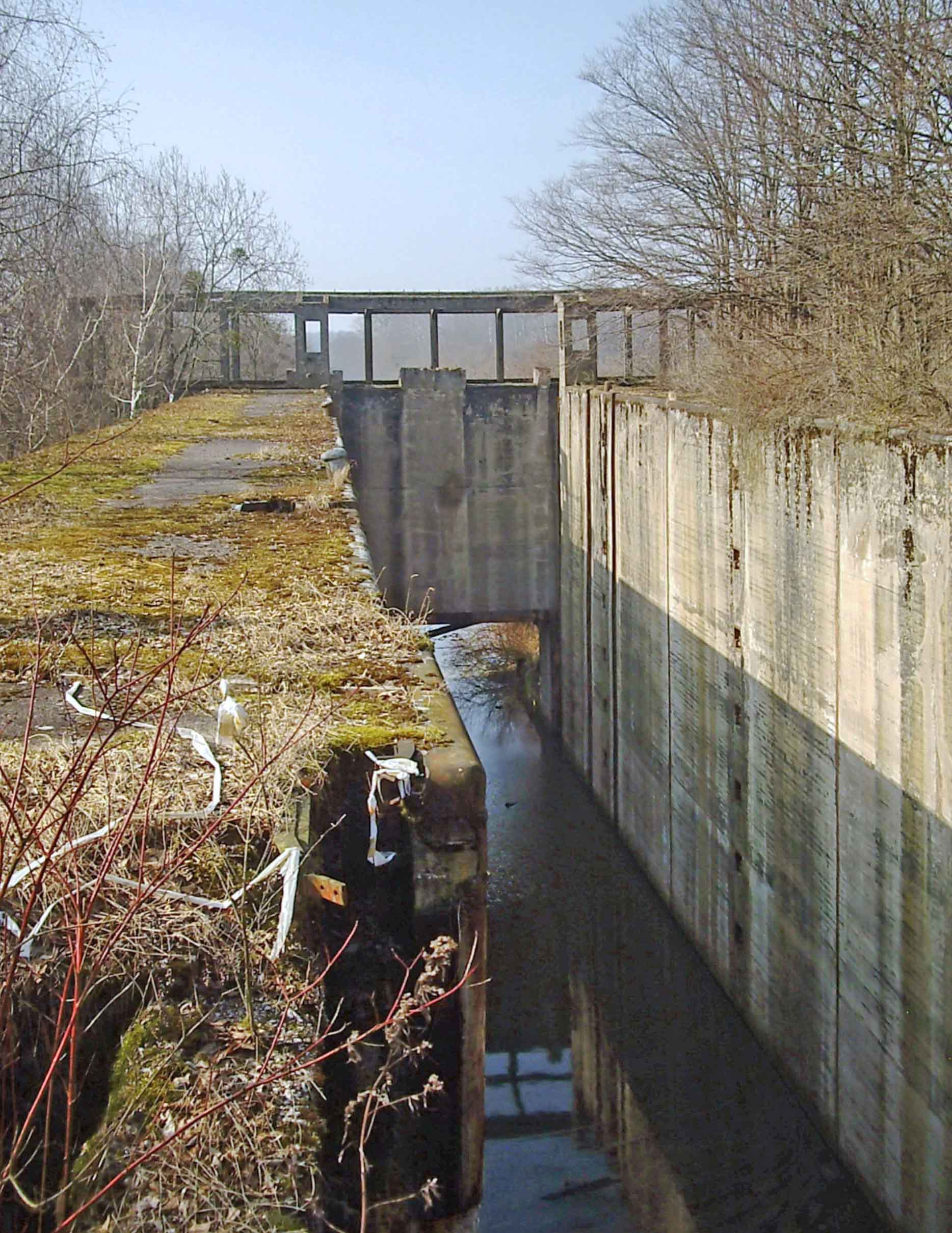
Śluza Kostromino

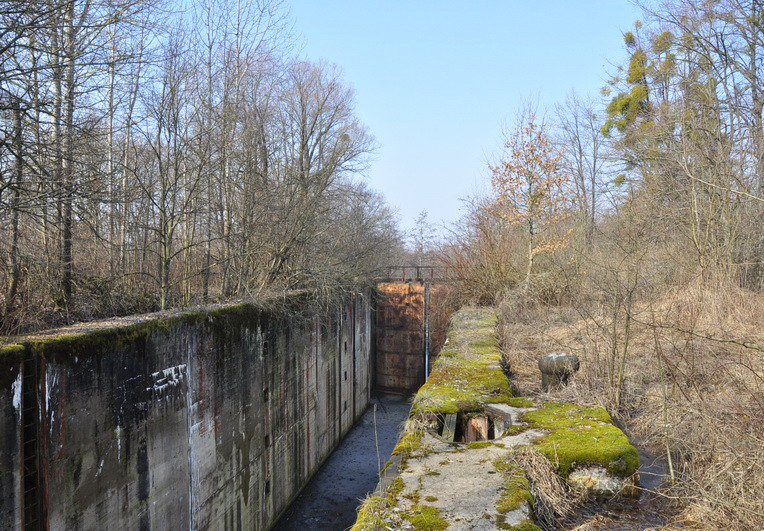
Śluza Drużba II

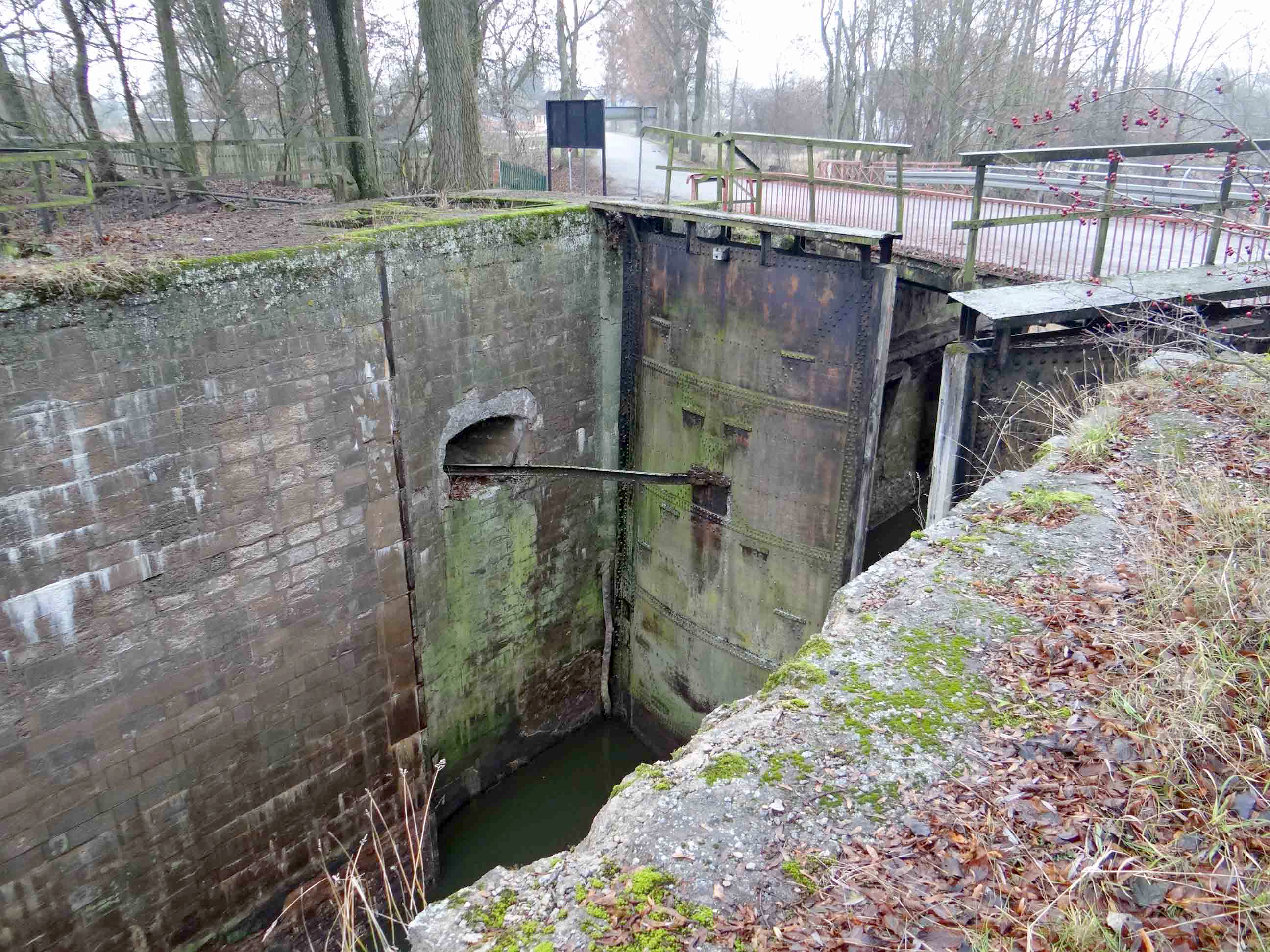
Wrota śluzy Drużba I

Kanał Mazurski (niem. Masurischer Kanal, ros. Канал Мазурский) – nieukończony kanał wodny, który miał połączyć Wielkie Jeziora Mazurskie z Bałtykiem poprzez rzeki Łynę i Pregołę. Obecnie Kanał Mazurski przebiega przez terytorium dwóch państw: Polski i Federacji Rosyjskiej. Nie jest on udostępniony dla żeglugi.

## Projekt
Pierwszy projekt Kanału Mazurskiego powstał w latach 1862-1864 za sprawą inspektora Lange pod kierownictwem wyższego radcy budowlanego Carla Lentzego. Projekt z tego okresu przewidywał pokonanie różnicy poziomów ~113 m poprzez budowę kanału od Allenburga po ujście w jeziorze Mamry.
Wraz z budową kanałów pomiędzy mazurskimi jeziorami, która rozpoczęła się w 1764 roku, zaczęto coraz poważniej rozważać pomysł połączenia ich nowym kanałem z Bałtykiem. Spośród kilku możliwych wariantów wybrano – jako najlepiej uzasadnioną ekonomicznie – trasę łączącą jezioro Mamry z rzeką Łyną. Projekt kanału o długości ok. 50 km z 6 stopniami wodnymi i spadzie ok. 111 m opracowano w latach 1849–1862. Nie wszedł jednak do realizacji. Kolejny projekt, który opracowano w 1874 roku został już zatwierdzony przez Krajowy Parlament Prus Wschodnich, jednak ze względu na problemy związane z własnością gruntów na trasie jego budowy, również nie doczekał się urzeczywistnienia. W latach 1890–1898 podjęto próbę realizacji kolejnej wersji projektu. Zakładał on budowę śluz zamiast dotychczasowo proponowanych pochylni, a przy poszczególnych stopniach kanału (miało być ich 6) planowano budowę elektrowni wodnych. Zaprojektowano również dwie bramy bezpieczeństwa w postaci jazów walcowych. Koncepcja ta również nie została zrealizowana, głównie ze względu na protesty mieszkańców doliny Pregoły i Dejmy obawiających się zwiększenia zagrożenia powodziowego. Obawiano się także, że planowane stałe zasilanie kanału wodą w ilości 6 m³/s będzie skutkowało utrudnieniami w żegludze (szczególnie w okresie letnim).
W 1906 roku przeprowadzono konsultacje z mieszkańcami rejonów przyszłej budowy, podczas których ustalono zasady racjonalnej gospodarki wodnej w rejonie Wielkich Jezior Mazurskich, zadeklarowano włączenie do projektu odpowiedniej liczby zbiorników retencyjnych, budowę śluz oszczędnościowych, a także ustalono wielkość poboru wody na 3 m³/s. Projekt budowy Kanału Mazurskiego ukończono w 1907 roku i został on ostatecznie przyjęty przez Pruski Parlament Krajowy 14 maja 1908 roku. Na realizację inwestycji została przydzielona kwota 16 515 000 marek (w tym 1 815 000 marek przeznaczono na budowę zbiorników retencyjnych).

## Budowa
W ramach wstępnego etapu realizacji inwestycji utworzone zostały dwa Urzędy Budownictwa Wodnego, które podlegały Prezydentowi Rządu w Królewcu, przy czym każdy z nich prowadzić miał prace na innym odcinku budowy. Została ona podzielona w następujący sposób:
- I odcinek – od Łyny do linii kolejowej Gierdawy – Nordenburg (długość ok. 28 km),
- II odcinek – od linii kolejowej Gierdawy – Nordenburg do jeziora Mamry (długość ok. 22 km)[2].

Po skompletowaniu niezbędnej dokumentacji technicznej rozpisano przetarg na budowę kanału. Wygrały go – mające już doświadczenia w tego typu pracach – firmy Philipp Holzmann i Dyckerhoff & Widmann. Budowę oficjalnie rozpoczęto w kwietniu 1911 roku. W okresie tym średni koszt 1 km kanału wynosił ok. 300 000 marek.
Wybuch I wojny światowej wymusił pierwszą w historii budowy przerwę. Do 1914 roku wykonano 3/4 robót ziemnych, ukończono większość obiektów pomocniczych i rozpoczęto budowę trzech śluz. W 1919 roku, decyzją Pruskiego Ministerstwa Robót Publicznych prace zostały wznowione. Dużym w tym czasie problemem było pozyskanie dobrej jakości cementu, szczególnie potrzebnego przy budowie największych obiektów hydrotechnicznych – śluz. Trudna sytuacja gospodarcza na początku lat 20. wymusiła kolejną przerwę. Formalną decyzję o wstrzymaniu robót wydał w 1922 roku Minister Komunikacji Rzeszy (pod którego jurysdykcją inwestycja znajdowała się od 1920 roku), jednak prace zabezpieczające trwały jeszcze przez dwa lata. Do tego czasu wykonano 20 km kanału, 10 km było w budowie, ukończono wszystkie przepusty, spusty i groble, a także większość mostów. Rozpoczęto prace przy większości śluz, a jedną z nich – Drużbę I – ukończono.
Inwestycję podjęto ponownie w roku 1934. Wiązało się to z programem aktywizacji gospodarczej Prus Wschodnich realizowanym przez Narodowych Socjalistów. W tym czasie koszt dokończenia budowy oszacowano na 19 500 000 marek z terminem realizacji do maja 1941 roku. Początkowo tempo prac było szybkie i do 1936 roku ukończono koryto kanału na odcinku Łyna – jez. Rydzówka oraz drugą śluzę (Drużba II). W znacznym stopniu zaawansowania była też budowa śluz Ozierki i Piaski.
Wybuch II wojny światowej i związany z tym odpływ siły roboczej spowodował drastyczne zmniejszenie tempa prac. W 1940 roku uczestniczące w budowie kanału oddziały Służby Pracy Rzeszy (RAD) zostały oddelegowane do innych robót. Prace przy budowie Kanału Mazurskiego wstrzymano ostatecznie w 1942 roku, a w roku 1944 większość mostów na kanale została wysadzona w celu powstrzymania radzieckiej ofensywy.
Po zakończeniu wojny nie podjęto już prac nad dokończeniem budowy. Stopień zaawansowania całości inwestycji szacuje się na 90%, przy czym koryto kanału zostało wykonane na całej jego długości, chociaż nie zdołano już podłączyć do niego wszystkich śluz.

## Parametry i infrastruktura
Długość kanału (od jez. Mamry do rzeki Łyny) wynosi 50,002 km (w tym 20,5 km przypada na teren Polski, a 29,9 km na teren Federacji Rosyjskiej). Po wliczeniu w jego trasę rzek Łyny (22 km) i Pregoły (65 km) oraz Zalewu Wiślanego (33 km), sumaryczna długość drogi wodnej wyniosłaby ponad 170 km.
Maksymalna głębokość kanału w jego osi wynosi 2 m w wykopie i 3 m na odcinkach prowadzonych w nasypie. Dno i skarpa kanału zostały zabezpieczone kilkucentymetrową warstwą tłucznia. Głębokość przy przejściu z dna w skarpę zawiera się w przedziale od 1,5 do 2,5 m. Szerokość kanału na poziomie wody średniej sięga 25 m, maksymalna szerokość dna wynosi 13 m. Najmniejszy dopuszczalny promień łuku na jego trasie to 400 m. Projekt Kanału Mazurskiego przewidywał przepływ statków o wyporności do 250 ton i zanurzeniu nie większym niż 1,5 m.
W celu zminimalizowania ryzyka powodziowego, na trasie Kanału Mazurskiego zaprojektowano trzy bramy bezpieczeństwa w postaci jazów walcowo-ruchowych: w rejonie śluz Leśniewo Górne, Piaski i Ozierki Wolnyje (dwa jazy zlokalizowane są na terenie Polski, pozostałości trzeciego obiektu tego typu znajdują się na terytorium Rosji, w okolicach nieistniejącej dziś miejscowości Wickerau). Ponadto przy ujściu kanału z jez. Mamry dodano dodatkową bramę o szer. 8 metrów, której zadaniem jest bezpośrednia ochrona zasobów jeziora.
Kanał Mazurski na niektórych odcinkach – zamiast w typowym wykopie – poprowadzony został w kilkumetrowej wysokości nasypach. Umożliwiło to zmniejszenie różnicy poziomów pomiędzy poszczególnymi stopniami wodnymi i tym samym redukcję ich liczby do niezbędnego minimum. Po obu stronach kanału zaprojektowano też ścieżki holownicze o szerokości 3 m, a także miejsca mijania dla jednostek pływających i porty zimowe.

### Śluzy
Różnica poziomu wód pomiędzy jeziorem Mamry (poziom lustra wody 116 m n.p.m.), a rzeką Łyną (5 m n.p.m. w miejscu połączenia kanału z rzeką w okolicy Znamienska) wynosi około 111 m. Różnicę tę zniwelowano za pomocą 10 śluz znajdujących się w następujących lokalizacjach:
- Śluza Leśniewo Górne (Leśniewo I, niem. Oberschleuse Fürstenau) – śluza o największym spadzie, korpus ukończony w ok. 80%[6] (według innych źródeł 60%[7]),
- Śluza Leśniewo Dolne (Leśniewo II, niem. Unterschleuse Fürstenau) – korpus ukończony w ok. 20%[8] (według innych źródeł 30%[7]),
- Śluza Piaski (Guja, niem. Schachtschleuse Sandhof) – jedyna ukończona w 100%, wyposażona i sprawna śluza na trasie kanału,
- Śluza Bajory (niem. Schachtschleuse Bajohren) – korpus śluzy ukończony w 90%, brak większości wyposażenia[6][9],
- Śluza Długopole (Adolfowo, niem. Schleuse Langenfeld, Adolfshof) – korpus ukończony w ok. 40%, śluza o najmniejszym spadzie (jest to ostatnia śluza kanału znajdująca się na terytorium Polski)[6][10],
- Śluza Ozierki (niem. Schachtschleuse Georgenfelde) – korpus śluzy ukończony w 100%, brak wyposażenia,
- Śluza Marinowka (niem. Schleuse Wilhelmshof) – korpus śluzy ukończony w 100%, niesprawna i zdewastowana[11],
- Śluza Kostromino (Aleksandrówka, niem. Schachtschleuse Groß Allendorf) – korpus śluzy ukończony w 100%, niesprawna i zdewastowana[12],
- Śluza Drużba II (zwana „śluzą dworcową”, gdyż położona jest w pobliżu dawnego dworca Allenburg, niem. Bahnhofschleuse Allenburg) – korpus śluzy ukończony w 100%, zachowana część wyposażenia,
- Śluza Drużba I (niem. Mündungsschleuse Allenburg) – korpus śluzy ukończony w 100%, zachowana część wyposażenia (w tym stalowe wrota wsporne uratowane po interwencji Konsula RP w Królewcu i administratora polskiej części Kanału Mazurskiego)[6].

Na terenie Polski znajduje się 5 śluz, pozostałe zlokalizowane są na terenie Federacji Rosyjskiej. Wszystkie śluzy są konstrukcjami żelbetowymi, o zunifikowanych wymiarach komór (szerokość 7,5 m, długość 45 m). Były one umieszczane w miejscach charakteryzujących się istnieniem naturalnych uskoków terenu, co pozwoliło na ograniczenie nakładu pracy podczas realizacji robót ziemnych. Śluzy o spadku większym niż 8 m zostały wyposażone w zbiorniki oszczędnościowe ograniczające zużycie wody podczas śluzowania. Uwzględniając przewidywaną wielkość transportu i przyjmując, iż żegluga trwa 220 dni w roku, określono dzienną liczbę śluzowań na ok. 13 przy dopuszczalnym zużyciu wody wynoszącym 1920 m³ na każde śluzowanie.

### Infrastruktura pomocnicza
W ramach budowy Kanału Mazurskiego wykonano także 40 przepraw mostowych, na które składało się 25 samodzielnych mostów żelbetowych bądź stalowych. Pozostałą ich część stanowiły konstrukcje zespolone ze śluzami i bramami bezpieczeństwa oraz mosty kolejowe. Przeprowadzono również liczne prace melioracyjne oraz wybudowano budynki pomocnicze przeznaczone dla obsługi zatrudnionej przy eksploatacji kanału.

## Stan obecny

### Stan kanału po stronie polskiej
W momencie przerwania budowy kanału, stan zaawansowania prac na odcinku znajdującym się obecnie po stronie polskiej był najmniejszy. Większość urządzeń hydrotechnicznych nie została ukończona i nie zostały one do kanału przyłączone. Do wyjątków należy śluza Piaski (obecnie jedyny w pełni wyposażony i czynny obiekt tego typu na trasie kanału) wraz ze znajdującą się w pobliżu sprawną bramą bezpieczeństwa. Śluza ma szerokość 7,7 m, długość 52 m i głębokość 14,9 m.
Szerokość kanału od jeziora Mamry do miejscowości Leśniewo (gmina Srokowo) wynosi od 20 do 25 m, przy głębokości 1,4–1,8 m. Woda znajduje się w obwałowaniach wynoszących się nad okoliczny teren. Kanał zaślepiony jest groblą ziemną przed Leśniewem. Na odcinku bez wody do jeziora Rydzówka znajdują się dwie śluzy (śluza Leśniewo Górne i śluza Leśniewo Dolne). W odległości 9,3 km od jeziora Mamry, za jeziorem Rydzówka, umiejscowiona jest śluza Piaski. Dalsze dwie śluzy po stronie polskiej znajdują się koło miejscowości Bajory Małe (gm. Srokowo).
Zarządcą polskiej części kanału jest Zarząd Zlewni Pojezierza Mazurskiego, Biebrzy i Czarnej Hańczy z siedzibą w Giżycku, który podlega pod Regionalny Zarząd Gospodarki Wodnej w Warszawie. Warszawski Regionalny Zarząd Gospodarki Wodnej odpowiedzialny jest m.in. za stan techniczny kanału oraz eliminację zagrożenia powodziowego. Tym samym w latach 80. i 90. XX wieku uzupełniono infrastrukturę kanału o grodzę przeciwpowodziową (wybudowaną w okolicy osady Kaczory) oraz próg stały z przelewem (miejscowość Bajory Małe). Zadbano także o cztery strażnice wodne, które zachowały się w bardzo dobrym stanie.
Po stronie polskiej znajduje się obecnie jeden most kolejowy (linia Kętrzyn – Węgorzewo) oraz 4 mosty drogowe. Wszystkie te mosty zostały odbudowane po II wojnie światowej.

### Stan kanału po stronie rosyjskiej
Rosyjski odcinek Kanału Mazurskiego znajduje się w całości w rejonie prawdinskim (obwód królewiecki). Jego trasa przebiega na ogół w obszarach niezamieszkanych, z wyjątkiem miejscowości Drużba, Lublino i Ozierki. W tej części kanał, jak i urządzenia hydrotechniczne, zostały niemal całkowicie ukończone. Jednakże od zakończenia II wojny światowej odcinek rosyjski nie znajduje się pod opieką żadnej instytucji, toteż wyposażenie techniczne śluz i bramy bezpieczeństwa zostało niemal całkowicie zdewastowane.
Patrząc od strony polskiej, rosyjski odcinek kanału zaczyna się na jego 20,5 kilometrze i biegnie w kierunku północno-zachodnim. Pierwszym obiektem po tej stronie granicy jest most Żeleznodorożnyj – Kryłowo (odbudowany po wojnie). W niedalekiej odległości znajdują się pozostałości zniszczonego mostu kolejowego. Następnie kanał biegnie przez las Bolszakowskij, w którym odnaleźć można trzeci (i ostatni) jaz na jego trasie (obecnie całkowicie pozbawiony wyposażenia). Kolejnym obiektem na trasie Kanału Mazurskiego jest śluza Ozierki, za którą znajduje się kolejowy most linii Żeleznodorożnyj – Czerniachowsk (odbudowany). Następnym stopniem wodnym jest śluza Marinowka wraz z odbudowanym mostem drogowym. W dalszej części trasy, w rejonie dawnego majątku Mauenwalde, znajduje się most drogowy, który jako jedyny na Kanale Mazurskim nie został zniszczony podczas II wojny światowej. Kilkaset metrów dalej znajdują się przyczółki wysadzonego mostu drogowego Drużba – Gusiew, za którym kanał zmienia kierunek na zachodni. Nieopodal znajduje się śluza Kostromino. Ostatnie dwie śluzy na trasie kanału znajdują się w okolicach miejscowości Drużba – są to śluzy Drużba II i Drużba I (przy której zachował się jedyny po stronie rosyjskiej budynek przeznaczony dla obsługi śluzy). Za ostatnim stopniem wodnym Kanał Mazurski zatacza łuk, po czym znajduje ujście w rzece Łynie.
Ogólny stan koryta tej części kanału jest dobry, żelbetowe konstrukcje większości budowli również zachowały się w stanie zadowalającym. Koryto nie jest na ogół wypełnione wodą (wyjątkiem są okolice śluz), w odcinkach bardziej nawodnionych porośnięte jest trzcinami, w miejscach suchych zarastają drzewa. W trzech miejscach kanał został zasypany w celu umożliwienia przejazdu na drugą stronę, przy czym w rejonie nieistniejącego mostu Drużba – Gusiew daje się zauważyć przygotowania do wykonania kolejnego takiego przejazdu.
Na trasie rosyjskiej części Kanału Mazurskiego funkcjonuje jeden most kolejowy (linia Żeleznodorożnyj – Czerniachowsk) oraz 6 mostów drogowych (w tym jeden oryginalny most z okresu budowy kanału). Pozostałości wysadzonych w trakcie wojny mostów zostały wydobyte z dna kanału i umieszczone w jego sąsiedztwie.

## Zasoby przyrody i ich ochrona
Z uwagi na bardzo dobre lokalne uwarunkowania przyrodnicze (lasy, podmokłe łąki, torfowiska), na obszarach, w których wytyczono trasę Kanału Mazurskiego występuje duże bogactwo flory i fauny. Rejony te umiejscowione są na szlakach wędrówek ptaków, toteż można zaobserwować tam rozmaite ich gatunki (m.in. bocian biały, kormoran zwyczajny, mewa, myszołów, perkoz oraz żuraw), a także liczne siedliska bobrów oraz duże ilości zwierzyny łownej. Z tego też względu znaczna część tych terenów objęta jest prawną ochroną.
W okolicach Kanału Mazurskiego wyróżnić można następujące formy ochrony przyrody:
- rezerwaty przyrody[16]:
  - Rezerwat Bajory – w jego skład wchodzi odcinek kanału o długości 7,72 km od drogi leśnej na południe od leśniczówki Marszałki do granicy państwowej z obwodem królewieckim,
  - Półwysep i 5 wysp na jeziorze Rydzewskim,
  - Jezioro Siedmiu Wysp,
  - Kałeckie Błota,
  - Wyspy na jeziorze Mamry i Kisajno,
- obszary chronionego krajobrazu[17]:
  - OChK Jez. Oświn,
  - OChK Kraina Wielkich Jezior Mazurskich,
  - OChK Doliny Gołdapy i Węgorapy,
- obszary wyznaczone w ramach sieci Natura 2000[18]:
  - Ostoja Warmińska (dawniej obszar specjalnej ochrony ptaków „Warmińskie Bociany”) – obejmuje obszar kanału od jez. Osiek do granicy z Rosją,
  - Jezioro Oświn i okolice,
  - Mamerki.